# Associação Automóvel de Portugal
A Associação Automóvel de Portugal (ACAP) é uma associação empresarial do ramo automóvel, sendo a única em Portugal a representar a globalidade da indústria automóvel. Fazem parte da ACAP 2000 empresas em todo o território nacional.
Devido ao seu estatuto único, é considerada uma fonte de confiança em todos os assuntos ligados ao ramo automóvel, sendo citada constantemente na televisão, revistas e jornais.

## História
A origem da ACAP, remonta ao ano de 1910, com a criação da Associação de Classe Industrial de Vehículos e Artes Correlativas, a 18 de Dezembro. O alvará da associação foi assinado, pelo então Presidente do Governo Provisório da República Portuguesa, Teófilo Braga e o Ministro do Fomento, Manuel de Brito Camacho. 
Posteriormente, é criada na cidade do Porto em 1927, a Câmara Sindical dos Agentes e Importadores de Automóveis, sendo sucedida em 1932 pela Câmara Sindical dos Comerciantes de Automóveis e de Industrias Anexas de Lisboa. O Grémio dos Importadores, Agentes e Vendedores de Automóveis do Norte é criado e 1938 e em março de 1974 aparece o Grémio do Comércio Automóvel do Sul fundindo-se em 1975, formando a actual Associação Automóvel de Portugal.
No 75º aniversário da ACAP, a 23 de outubro de 1985, recebeu o Grau de Membro Honorário da Ordem do Mérito Agrícola e Industrial (Classe de Mérito Industrial) e no ano de 2000, ao completar 90 anos de associativismo, foi declarada entidade de utilidade pública.